# Девід Мілч
Девід С. Мілч (англ. David S. Milch; нар. 23 березня 1945, Баффало, штат Нью-Йорк) — американський сценарист та телевізійний продюсер. Творець телесеріалів «Поліція Нью-Йорка» (у співавторстві з Стівеном Бочко), «Дедвуд», «Удача» та неодноразовий лауреат премії «Еммі».

## Біографія
У 1966 році Девід Мілч з відзнакою закінчив Єльський університет, де його успіхи у вивченні англійської мови були відзначені спеціальною премією Tinker Prize. Також отримав ступінь магістра мистецтв, закінчивши письменницьке відділення Університету Айови.
Деякий час вивчав юриспруденцію в Єльській школі права, а потім став викладачем англійської літератури і письменства в Єльському університеті. Є одним з авторів кількох підручників з літератури для коледжів; публікував свої твори в літературних журналах The Atlantic Monthly та Southern Review.
Мешкає в Лос-Анджелесі. Виховує трьох дітей: дві дочки — Елізабет та Олівію, сина — Бенджаміна.
Мілч — власник кількох чистокровних верхових коней. У 2001 році його жеребець з кличкою Val Royal став призером національних перегонів Breeders' Cup Mile.

## Діяльність на телебаченні
У 1982 році Мілч написав сценарій для прем'єри третього сезону серіалу «Блюз Гілл стріт», отримавши за нього свою першу премію «Еммі». Тим самим, він розпочав свою успішну і тривалу кар'єру на телебаченні. Протягом п'яти сезонів Мілч брав участь в зйомках «Блюз Гілл стріт» — спершу в якості головного редактора сценарного відділу, а потім як виконавчий продюсер.
Мілч виступив співавтором та виконавчим продюсером популярного в США телесеріалу «Поліція Нью-Йорка», який транслювався на телеканалі ABC з 1993 по 2005 рік. Зі своїм колегою — Стівеном Бочко — створив ще кілька шоу, які не отримали, на жаль, екранного часу більш, ніж на один сезон: ще одну поліцейську драму «Південний Бруклін» (1997—1998, CBS) та детективний серіал «Повний захист» (1997, ABC). У 2001 році зробив спробу запустити власний поліцейський серіал «Велике яблуко», але спроба була невдалою: на телеканалі CBS вийшло лише вісім епізодів.
З 2002 по 2006 рік — працював над історичним серіалом-вестерном «Дедвуд» для кабельного телеканалу HBO: одразу поєднавши в собі позиції творця, одного зі сценаристів та виконавчого продюсера. Всього було знято три сезони (загалом 36 серій).
Другим його проектом для НВО стала містична драма «Джон з Цинциннаті» (у співавторстві з Кемом Нанном), показана в 2007 році (лише один сезон). Третій серіал — Last of the Ninth (про поліцію Нью-Йорка в 1970-ті роки), початок роботи над ним було оголошено в жовтні того ж року, але серіал так і не вийшов.
У січні 2010 року Мілч оголосив, що готує для HBO нову драму під назвою «Удача», в основі сюжету якої — кінні перегони. Прем'єра серіалу відбулася 11 грудня 2011 року. Пілот був знятий режисером Майклом Манном. Серед провідних акторів: Дастін Гоффман та Нік Нолті. Серіал був продовжений на другий сезон, але згодом зйомки були скасовані.
У листопаді 2011 року — керівництво HBO оголосило про угоду з продюсерською компанією Red Board Productions, яку очолює Девід Мілч, щоб запустити у виробництво фільми і телесеріал, засновані на літературних творах Вільяма Фолкнера.

## Нагороди

### Премія«Еммі»
- 1983 — в номінації «Найкращий сценарій драматичного серіалу» (Блюз Гілл стріт, епізод «Trial By Fury»);
- 1995 — в колективній номінації «Найкращий драматичний серіал» (Поліція Нью-Йорка);
- 1997 — в номінації «Найкращий сценарій драматичного серіалу» (Поліція Нью-Йорка, епізод «Where's Swaldo?»; разом із Стефеном Гехеном та Майклом Р. Перрі);
- 1998 — в номінації «Найкращий сценарій драматичного серіалу» (Поліція Нью-Йорка, епізод «Lost Israel»; разом із Ніколасом Вуттоном, Мередіт Стім та Біллом Кларком).

### Премія«Едгар»
- 1994 — в номінації «Найкращий епізод телесеріалу/телевистави» (Поліція Нью-Йорка, епізод «4B or Not 4B»);
- 1995 — в номінації «Найкращий епізод телесеріалу/телевистави» (Поліція Нью-Йорка, епізод «Simone Says»; разом із Стівеном Бочко та Волоном Гріном).

### Премія Гільдії продюсерів США
- 1994 — в номінації «Телевізійний продюсер року» (разом із Стівеном Бочко та Грегорі Гоблітом).

### Премія Гільдії сценаристів США
- 1999 — премія Laurel Award за сценарні досягнення на ТБ.

### Humanitas Prize
- 1983 — нагорода за серіал Блюз Гілл стріт;
- 1994 — нагорода за серіал Поліція Нью-Йорка (разом з Бартоном Армусом), а в 1999 — нагорода за той же серіал (разом з Стівеном Бочко, Ніколасом Вуттоном та Біллом Кларком).

### Austin Film Festival
- 2006 — нагорода в номінації «Найкращий телевізійний сценарист».

### Голлівудська алея слави
- 2006 — Зірка за внесок у розвиток телебачення